# Валь (коммуна)
Валь (фр. и окс. Vals) — коммуна во Франции, находится в регионе Окситания. Департамент коммуны — Арьеж. Входит в состав кантона Мирпуа. Округ коммуны — Сен-Жирон.
Код INSEE коммуны — 09323.

## Население
Население коммуны на 2008 год составляло 86 человек.
| 1962 | 1968 | 1975 | 1982 | 1990 | 1999 | 2008 |
| ---- | ---- | ---- | ---- | ---- | ---- | ---- |
| 28   | 54   | 46   | 45   | 59   | 67   | 86   |

## Экономика
В 2007 году среди 49 человек в трудоспособном возрасте (15—64 лет) 34 были экономически активными, 15 — неактивными (показатель активности — 69,4 %, в 1999 году было 61,5 %). Из 34 активных работали 27 человек (14 мужчин и 13 женщин), безработных было 7 (3 мужчины и 4 женщины). Среди 15 неактивных 5 человек были учениками или студентами, 4 — пенсионерами, 6 были неактивными по другим причинам.

## Галерея

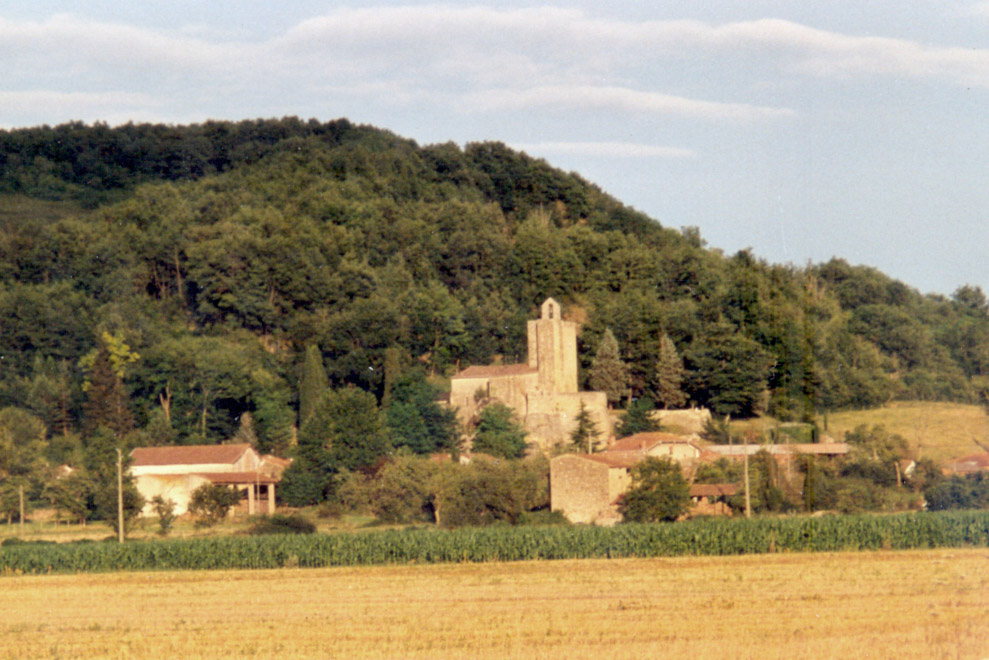
Виль
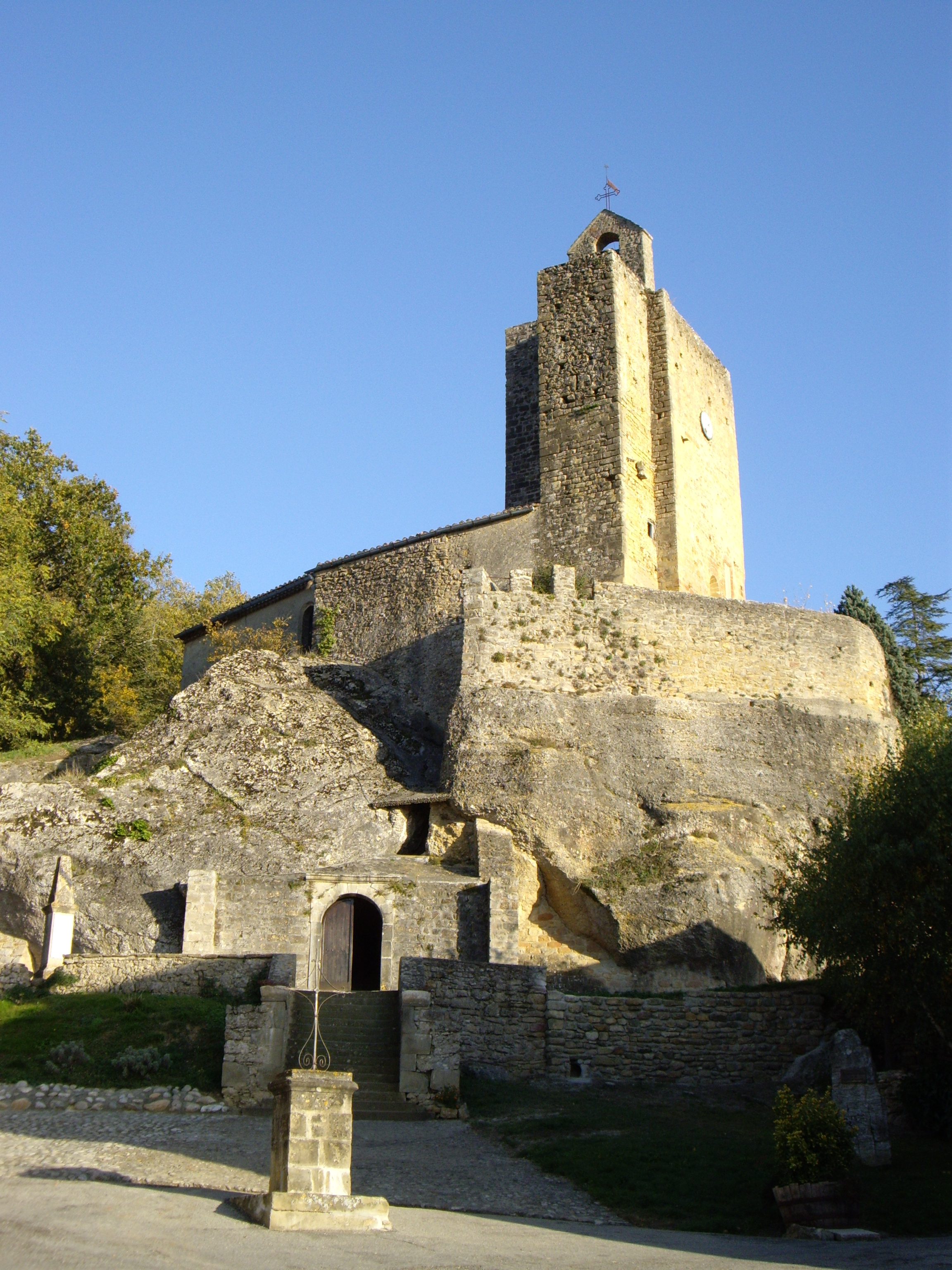
Церковь св. Марии